# Cuxhavener Küstenheiden

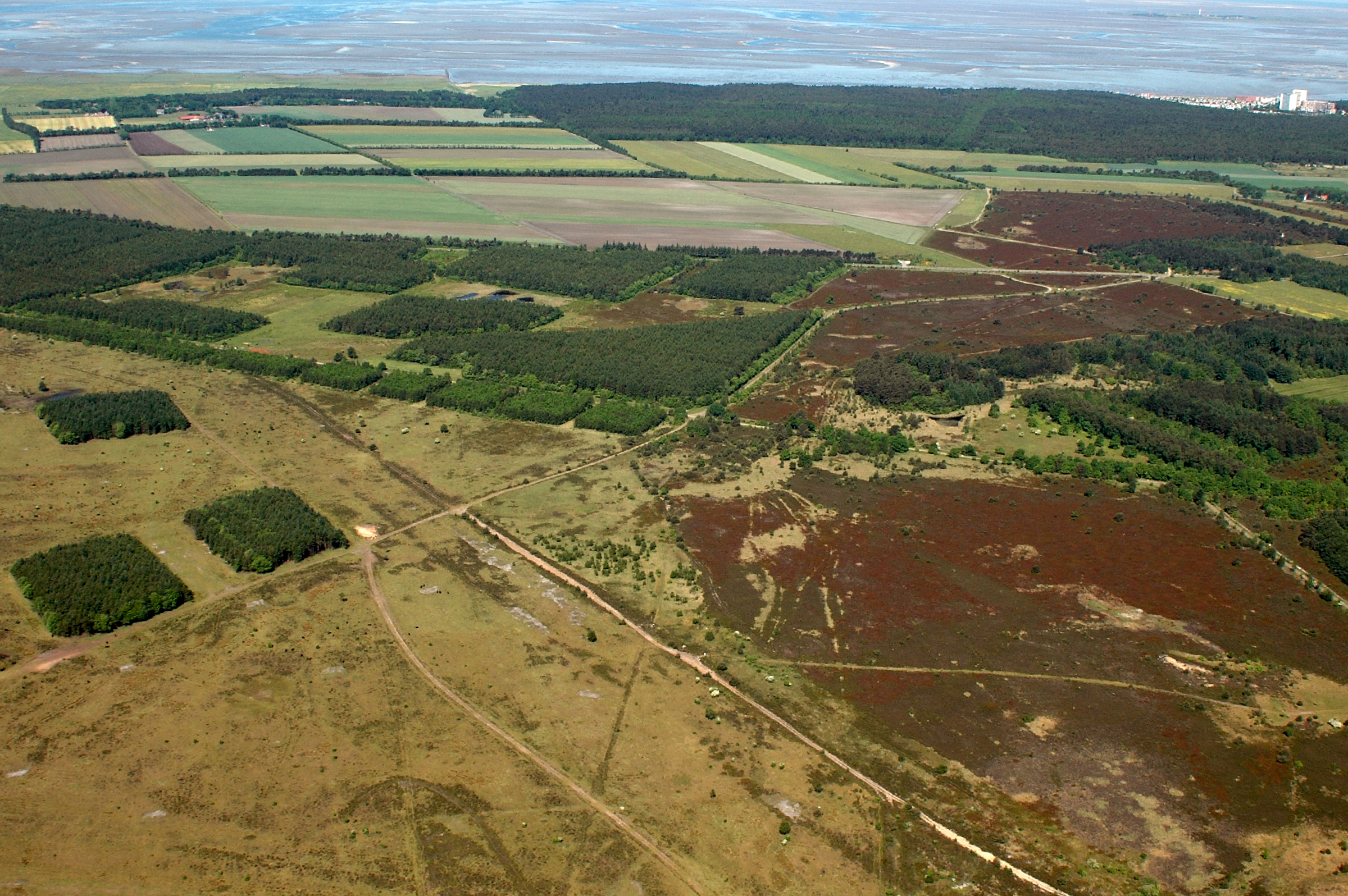
Cuxhavener Küstenheiden

Cuxhavener Küstenheiden je vřesoviště nacházející se v Cuxhavenu v Dolním Sasku. Chráněné území bylo vyhlášeno v roce 1983 a v současnosti má rozlohu 892 hektarů.

## Krajinný obraz
Cuxhavener Küstenheiden je soubor celé řady různých biotopů od několika druhů vřesovišť přes duny až po lesy.

## Chráněné druhy
V chráněném území se nachází přes 200 ohrožených druhů rostlin a zvířat (např. koroptev polní, bělořit šedý, skokan ostronosý; z rostlin zde najdeme např. hořec hořepník, ostřice plstnatoplodá a rosnatka).